# هلينا هاي
هلينا هاي (بالأوكرانية: Гали́на Семе́нівна Гай؛ 3 ديسمبر 1956 - 28 مارس 2021) شاعرة وكاتبة أوكرانية. درست في جامعة تاراس شيفتشينكو الوطنية في كييف، ومعهد الصحافة في المملكة المتحدة. حصلت على وسام الاستحقاق من الدرجة الثالثة من المملكة المتحدة.
توفيت هاي في 28 مارس 2021، عن عمر يناهز 64 عامًا.